# آرثر تشو
آرثر تشو (بالإنجليزية: Arthur Chu)‏ هو مدون أمريكي، ولد في 30 يناير 1984 في ألباني في الولايات المتحدة.

## روابط خارجية
- آرثر تشو على موقع IMDb (الإنجليزية)
- آرثر تشو على موقع قاعدة بيانات الفيلم (الإنجليزية)